# Les Marêts
Les Marêts ist eine französische Gemeinde im Département Seine-et-Marne in der Region Île-de-France. Sie gehört zum Kanton Provins im Arrondissement Provins.

## Geographie
Sie grenzt im Nordwesten an Courtacon, im Nordosten und im Osten an Augers-en-Brie, im Süden an Rupéreux und im Westen an Champcenest.

## Bevölkerungsentwicklung
| Jahr      | 1962 | 1968 | 1975 | 1982 | 1990 | 1999 | 2008 | 2014 |
| --------- | ---- | ---- | ---- | ---- | ---- | ---- | ---- | ---- |
| Einwohner | 117  | 106  | 72   | 72   | 107  | 135  | 152  | 152  |

## Sehenswürdigkeiten
Siehe auch: Liste der Monuments historiques in Les Marêts
- Schloss
- Kirche Saint-Hubert, Monument historique

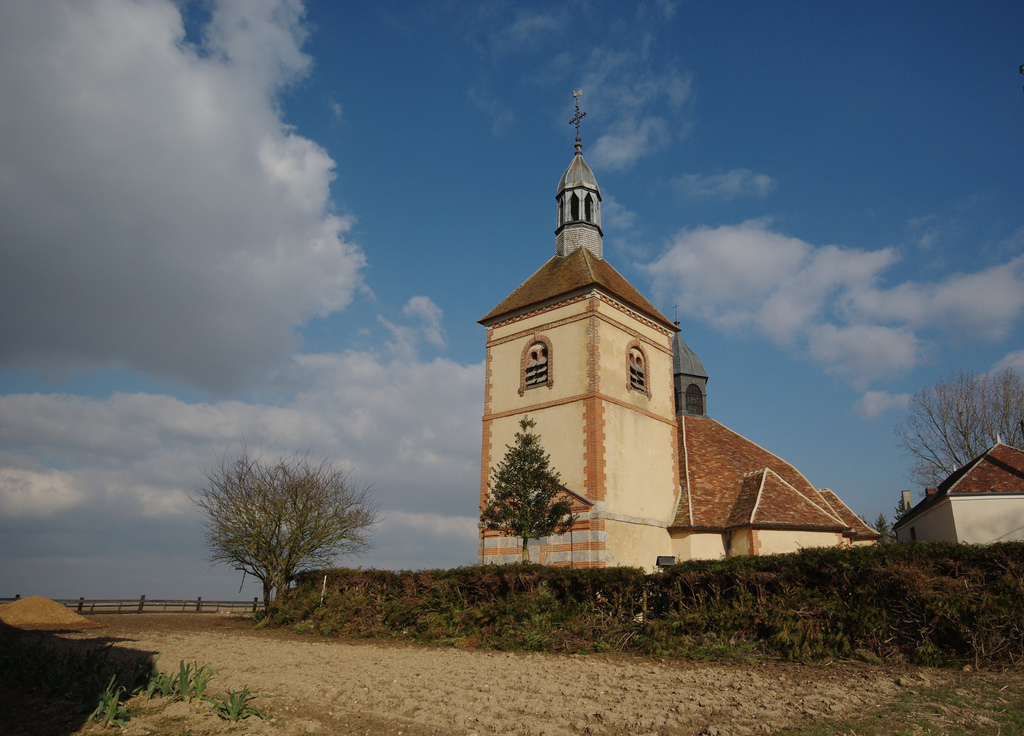
Kirche Saint-Hubert
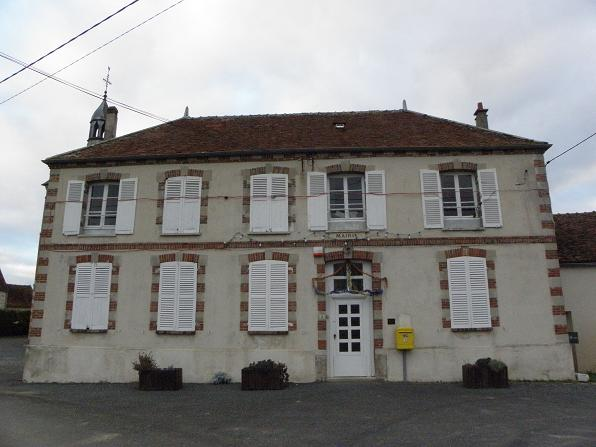
Mairie (Rathaus)
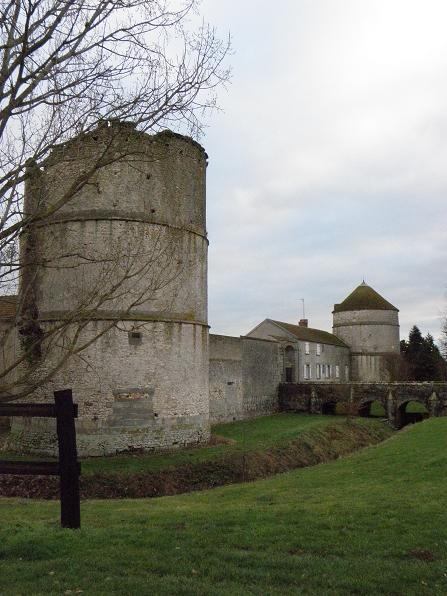
Schloss